# Boubacar Hama Beidi
 (juin 2023).
La mise en forme du texte ne suit pas les recommandations de Wikipédia : il faut le « wikifier ».
Les points d'amélioration suivants sont les cas les plus fréquents. Le détail des points à revoir est peut-être précisé sur la page de discussion.
- Les titres sont pré-formatés par le logiciel. Ils ne sont ni en capitales, ni en gras.
- Le texte ne doit pas être écrit en capitales (les noms de famille non plus), ni en gras, ni en italique, ni en « petit »…
- Le gras n'est utilisé que pour surligner le titre de l'article dans l'introduction, une seule fois.
- L'italique est rarement utilisé : mots en langue étrangère, titres d'œuvres, noms de bateaux, etc.
- Les citations ne sont pas en italique mais en corps de texte normal. Elles sont entourées par des guillemets français : « et ».
- Les listes à puces sont à éviter, des paragraphes rédigés étant largement préférés. Les tableaux sont à réserver à la présentation de données structurées (résultats, etc.).
- Les appels de note de bas de page (petits chiffres en exposant, introduits par l'outil «  Source ») sont à placer entre la fin de phrase et le point final[comme ça].
- Les liens internes (vers d'autres articles de Wikipédia) sont à choisir avec parcimonie. Créez des liens vers des articles approfondissant le sujet. Les termes génériques sans rapport avec le sujet sont à éviter, ainsi que les répétitions de liens vers un même terme.
- Les liens externes sont à placer uniquement dans une section « Liens externes », à la fin de l'article. Ces liens sont à choisir avec parcimonie suivant les règles définies. Si un lien sert de source à l'article, son insertion dans le texte est à faire par les notes de bas de page.
- La présentation des références doit suivre les conventions bibliographiques. Il est recommandé d'utiliser les modèles {{Ouvrage}}, {{Chapitre}}, {{Article}}, {{Lien web}} et/ou {{Bibliographie}}. Le mode d'édition visuel peut mettre en forme automatiquement les références.
- Insérer une infobox (cadre d'informations à droite) n'est pas obligatoire pour parachever la mise en page.

Pour une aide détaillée, merci de consulter Aide:Wikification.
Si vous pensez que ces points ont été résolus, vous pouvez retirer ce bandeau et améliorer la mise en forme d'un autre article.
Boubacar Hama Beïdi, né en 1951 à Birni N'Gaouré dans le département de Boboye ; également Buubacar Hamma Beedi, Buubakar Hamma Beedi) est un éducateur, auteur et homme politique nigérien.

## Vie
Boubacar Hama Beïdi appartient à l'ethnie peule. Il est le fils d'un haut dignitaire de la cour royale du chef traditionnel de Birni N'Gaouré. Il a commecencé primaires à Birni N'gaouré.
Hama Beïdi a fréquenté le Lycée national de la capitale, Niamey, dont il sort diplômé en 1967 avec un baccalauréat. Il a consacré la majeure partie de sa vie professionnelle à l'enseignement élémentaire. Il a travaillé comme enseignant, directeur d'école et inspecteur scolaire, et a également enseigné la formation des enseignants. De 1989 à 1991, il a été membre de l'Assemblée nationale du Niger pour le parti alors unifié Mouvement national de la société de développement (MNSD-Nassara). Boubacar Hama Beïdi a consacré plusieurs écrits en français et en fulfulde à la culture des Fulbe de sa région natale du Dallol Bosso.

## Écrits littéraires
(juin 2023).
- La sagesse pratique. Proverbes en fulfulde transcrits, traduits, et expliqués. Publi Service, Niamey 1991.
- Les Peuls du Dallol Bosso. Coutumes et mode de vie. Sépia, Saint-Maur 1993,  (ISBN 2-907888-21-8).
- Puri fulbe. Maximes numériques peul. Albasa, Niamey 2003,  (ISBN 978-99919-0-047-6).
- Taariki Fulbe Dallol. Histoire des Peuls du Dallol. Albasa, Niamey 2003.
- Contes et légendes peuls du Dallol Bosso. Nouvelle Imprimerie du Niger, Niamey 2004.
- Jibie filaaji jalliniidi. Enigmes et récits amusants. Albasa, Niamey 2004.
- Durngol nder leydi dallol. Gashingo, Niamey 2007.
- La chefferie traditionnelle au Niger. Ministère de l’Éducation nationale, Niamey 2008,  (ISBN 978-99919-43-70-1).
- Koowgal wodaabe. Le mariage chez les Wodaabe. Albasa, Niamey 2008.
- Debbo pullo. La femme peul. Gashingo, Niamey 2009.
- La gouvernance locale au Niger. Mythes et réalités. Gashingo, Niamey 2009.
- Banndi fulbe. Proverbes et devinettes peuls. Gashingo, Niamey 2014.
- Le code moral peul. Gashingo, Niamey 2014,  (ISBN 978-2-919607-00-6).
- Les traces de ma mémoire. Souvenirs d’un instituteur nigérien. Mit einem Vorwort von Jean-Dominique Pénel. L’Harmattan, Paris 2014,  (ISBN 978-2-343-04199-5).
- Le bruissement des souvenirs. Récit d’un instituteur nigérien. Mit einem Vorwort von Jean-Dominique Pénel. L’Harmattan, Paris 2017,  (ISBN 978-2-343-10291-7).